# Hermano III de Baden
Hermano III de Baden (em alemão:  Hermann III. von Baden; 1105 – 16 de janeiro de 1160), foi um nobre alemão, pertencente à Casa de Zähringen, e que foi Marquês de Baden de 1130 até à sua morte.

## Biografia
Era ilho de Hermano II de Baden e de Judite de Hohenberg. Ele foi um fiel seguidor dos Hohenstaufen, tendo até entrado em conflito com outros dos seus parentes da Casa de Zähringen, com grande preponderância na Suábia. Em 1140 participou no cerco do castelo de Weibtreu, recebendo o Bailiado de Seltz, na Alsácia.
Em 1151 a Marca de Verona foi tomada a Otocar III da Estíria sendo entregue a Hermano III. O documento de doação refere a data de 1153, que refere também que o imperador Frederico I comprou o castelo de Besigheim a Hermano III.
Hermano III combateu na primeira campanha italiana do imperador Frederico I, tendo-lhe sido atribuído o título de marquês de Verona.
Hermano III tomou também parte na Segunda Cruzada, vindo a falecer em 1160. Foi sepultado no Mosteiro agostiniano de Backnang.

## Casamentos e descendência
Em 1134 Hermano III casou com Berta de Lorena (morta após 1162), filha do duque Simão I da Lorena e de sua mulher Adelaide de Lovaina. Deste casamento teve dois filhos:
- Hermano IV (Hermann)  (1135-1190), que sucedeu ao pai nos títulos da Casa;
- Gertrudes (Gertrud) (d. before 1225), que casou com o conde Albrecht von Dagsburg (morto em 1211).

Em segundas núpcias, após 1141, Hermano III casou com Maria da Boémia, filha do duque Sobeslau I da Boémia. Deste segundo casamento não houve descendência.